# Vissefjärda kyrka
Vissefjärda kyrka är en kyrkobyggnad i Vissefjärda i Växjö stift. Den är församlingskyrka i Vissefjärda församling.

## Kyrkobyggnaden

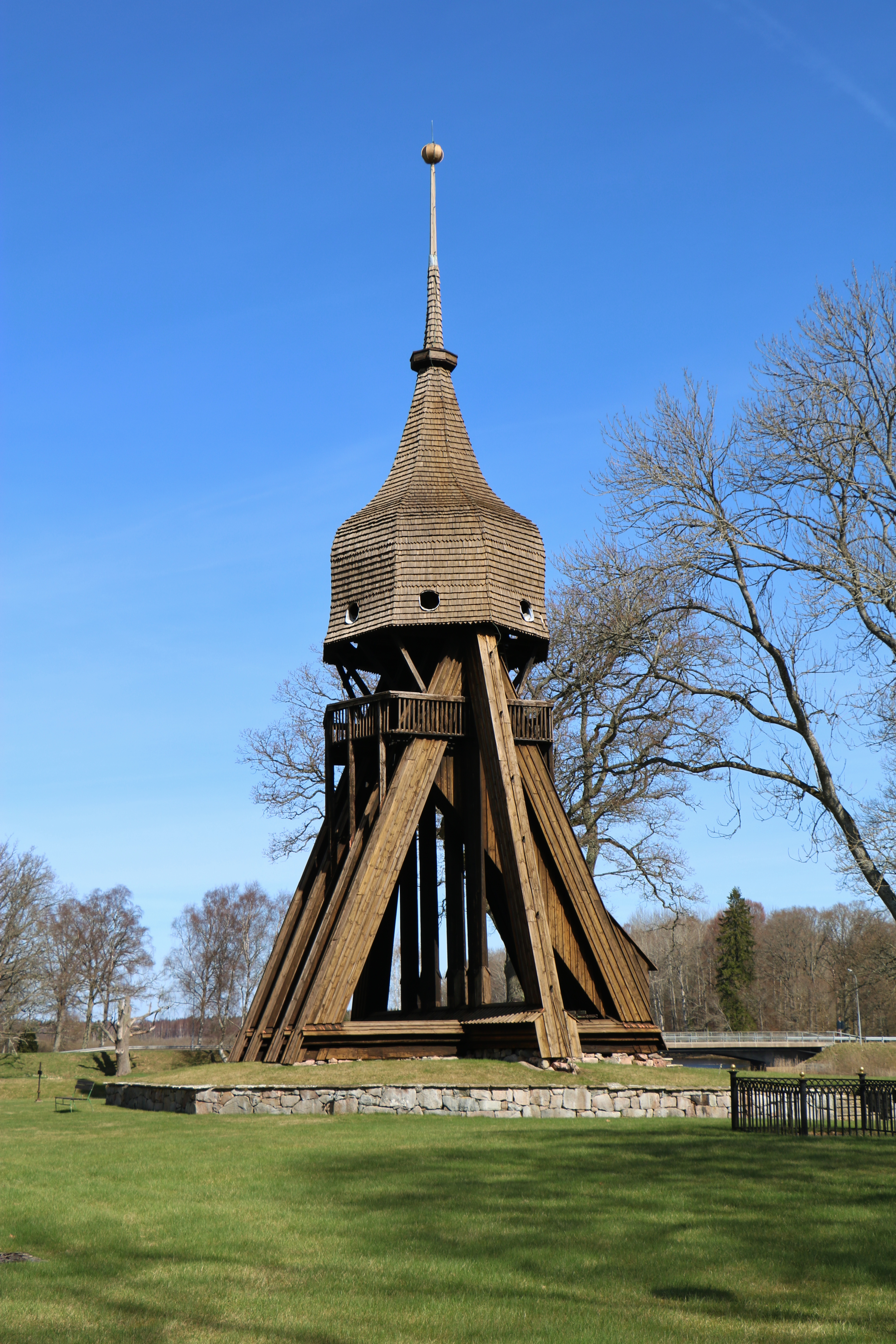
Kyrkans klockstapel uppförd 1774

Enligt en teckning av Petrus Frigelius var den nuvarande kyrkans föregångare en medeltida kyrkobyggnad uppförd i sten bestående av ett långhus med ett rakslutande kor i öster. Sakristian var belägen vid norra sidan i nära anslutning till koret. Ett vapenhus i trä hade sin plats på södra sidan. Kyrkan hade en brant takresning. Nordöst om kyrkan stod klockstapeln. 
1759 fattades beslut att bygga en ny kyrka. Byggnadsarbetet fördröjdes på grund av stridigheter. Inte förrän 1773 var kyrkan färdig för invigning, vilken förrättades den 28 februari av biskop Karl Gustav Schröder.
Överintendentsämbetet hade utarbetat ritningar till en korskyrka. Men dessa användes inte. Istället uppfördes den nya kyrkan efter lokala ritningar i en för kalmarbygden särpräglad stil. Kyrkobyggnaden som är uppförd i gråsten som spritputsats och vitkalkats består av ett brett långhus med ett avslutande kor i öster och en sakristia på norra sidan. Delar av den gamla kyrkan ingår i den norra muren. Taket är på grund av kyrkans bredd brutet och spåntäckt. Själva kyrkorummet är av salkyrkotyp med trätunnvalv. De ursprungliga låga fönstren har bevarats. Året efter invigningen uppfördes en ny klockstapel av trä med en svängd huv. I stapeln hänger tre klockor med namnen Maria, Helena och Christina.
Några hundra meter från kyrkogården, på andra sidan Lyckebyåns sträckning mellan Hörnsjön och Kyrksjön, ligger ett antal kyrkstallar. Kyrkstallarna uppfördes vid mitten av 1800-talet och användes in på 1930-talet. Numera är kyrkstallarna hembygdsmuseum och varje år runt midsommar utförs här ett bygdespel, där händelser ur bygdens historia spelas upp.
1973 uppfördes Mikaelsgården  i Lindås samhälle med invigd kyrkolokal.

## Interiör
Kyrkorummet är av bred salkyrkotyp och täckt av ett tunnvalv målat i ljusblått. Väggarna är vita med en grön taklist. Den slutna bänkinredningen är delvis ursprunglig liksom bänkarna i koret. 
- Altaruppställningen som består av pilastrar med ett trekantigt överstycke omramar Pehr Hörbergs altartavla från 1795 med motiv: Kristi nedertagande från korset. [1]
- Altrarringen är halvcirkelformad med svarvade  balusterdockor.
- Predikstolen med ljudtak i empirestil tillkom 1841. Uppgång från sakristian. Korgens tre bildfält pryds av förgyllda kristna symboler. [1]
- En dopfunt i röd kalksten tillverkad 1938 har sin plats på södra sidan i koret. Kyrkan äger dessutom ytterligare en dopfunt i ekträ troligen från 1600-talet. På väggen intill dopfunten hänger en bonad som är rik på kristna symbolbilder.
- Orgelläktaren med utsvängt mittstycke är från kyrkans byggnadstid. [1]
- Under läktaren finns ett golvur som 1776 skänkts till kyrkan av församlingens drängar. Alla drängarnas namn samt byarna de tillhörde står skrivna på en tavla till höger om uret.
- Ljusbärare

## Bildgalleri

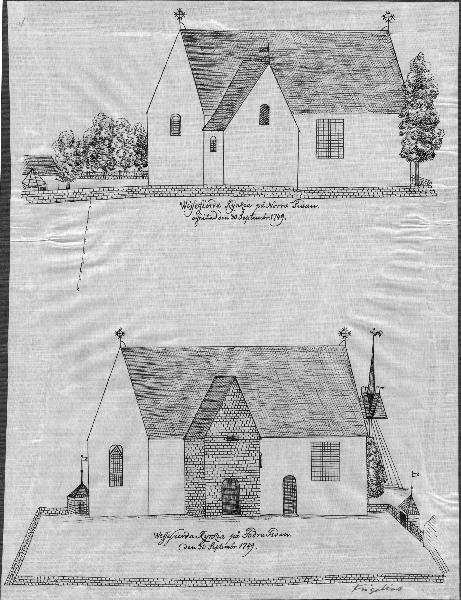
Petrus Frigelius teckning av medeltidskyrkan
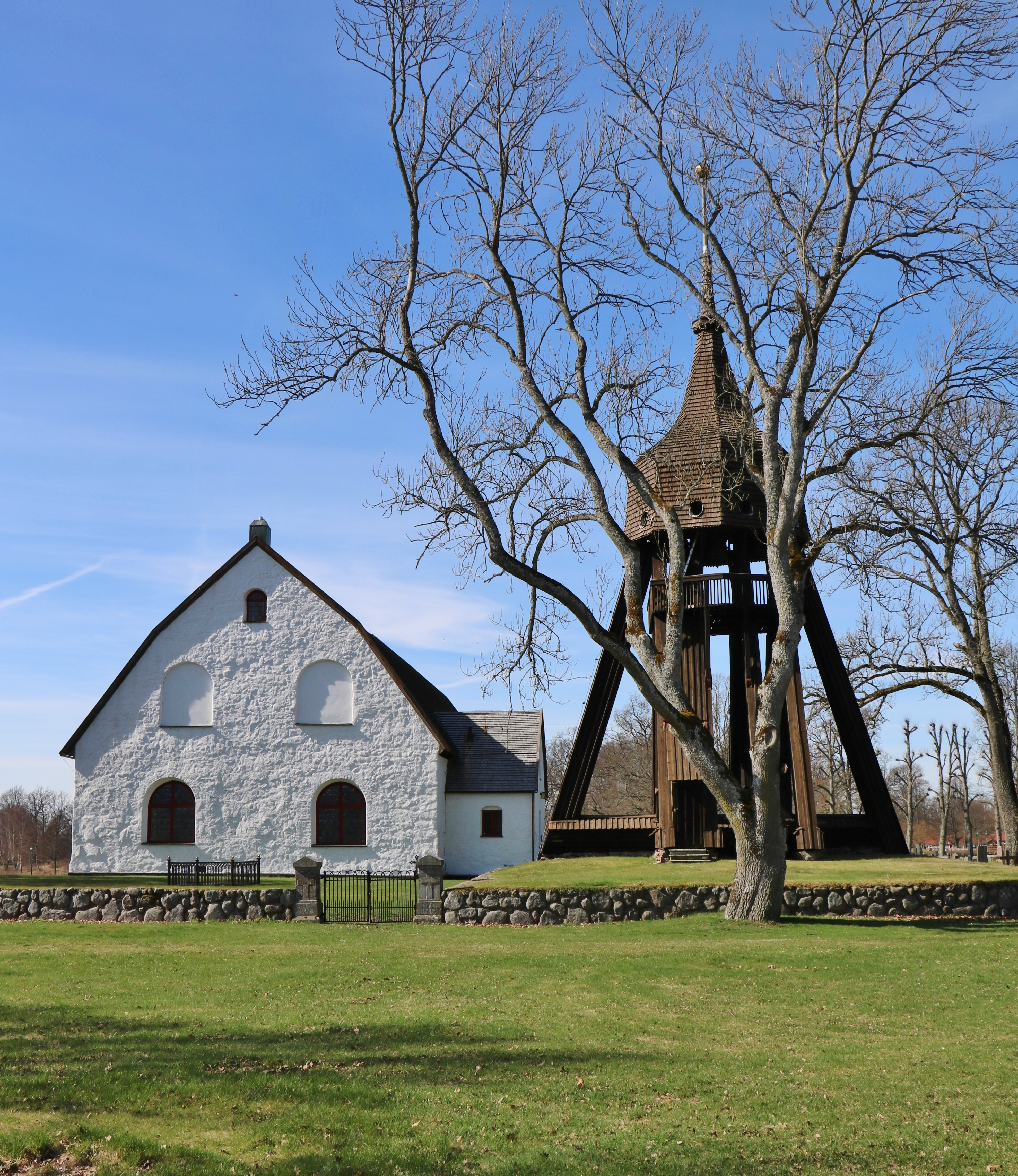
Kyrkan och klockstapeln från öster
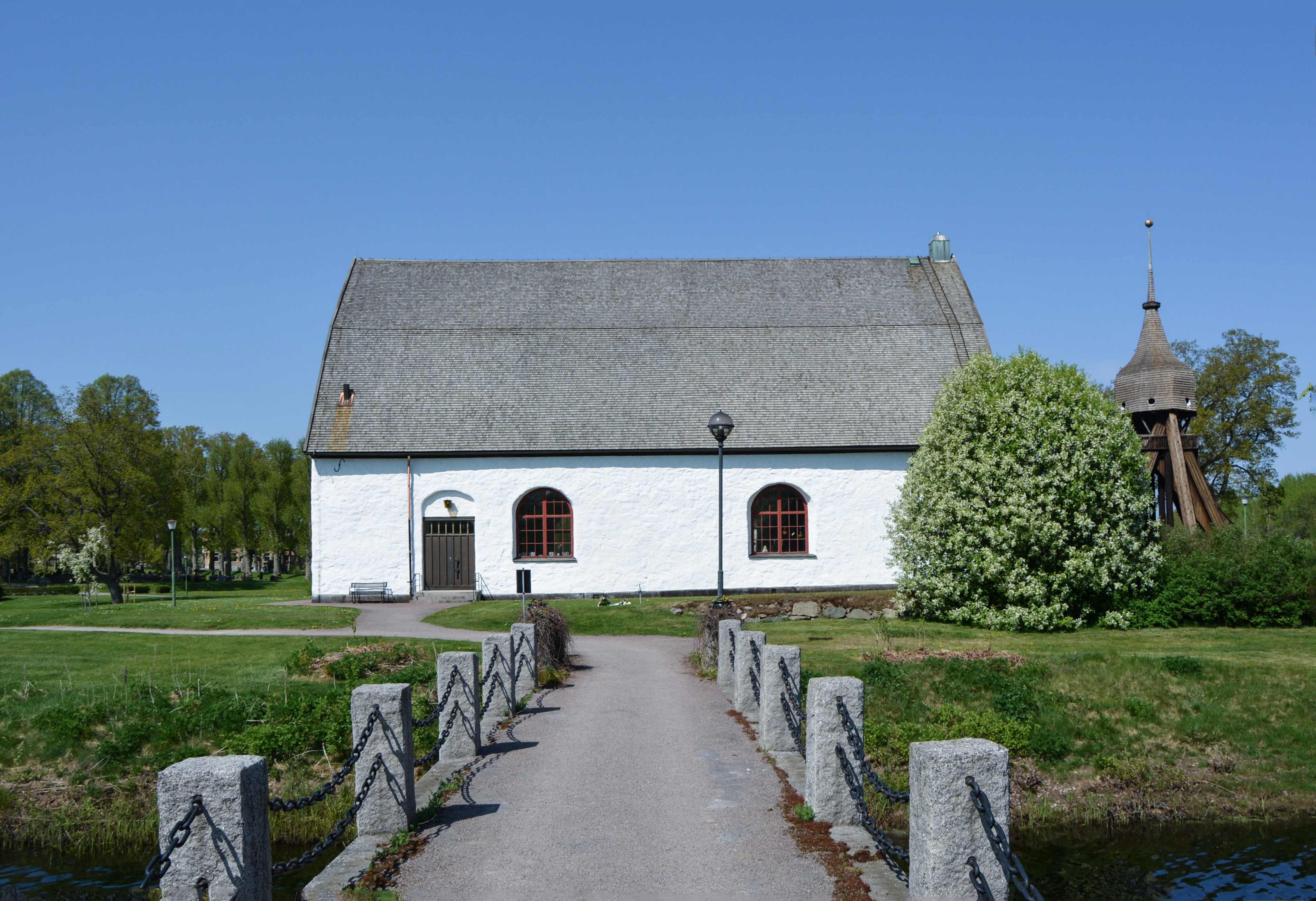
Kyrkans exteriör från söder
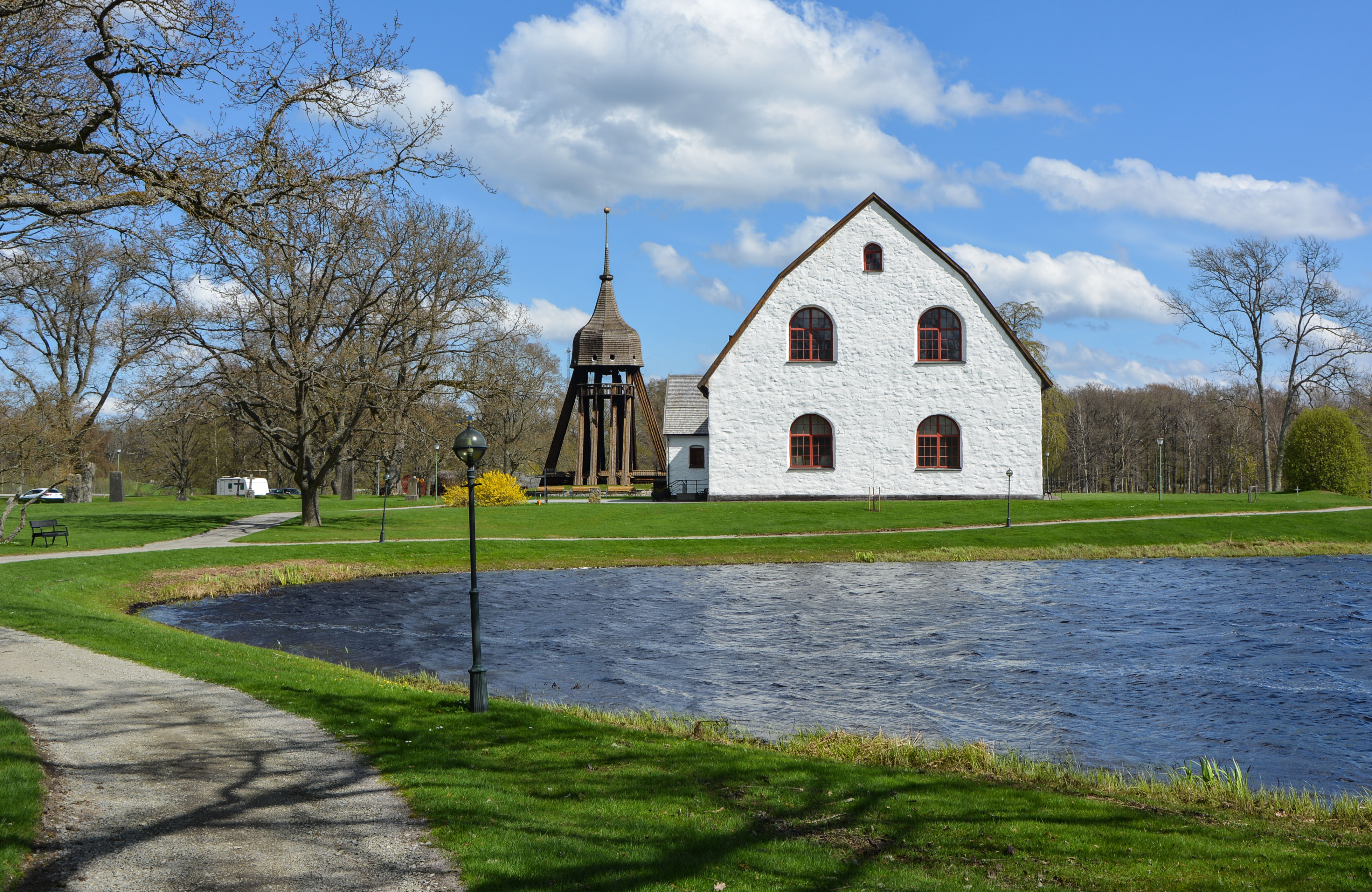
Kyrkan från väster
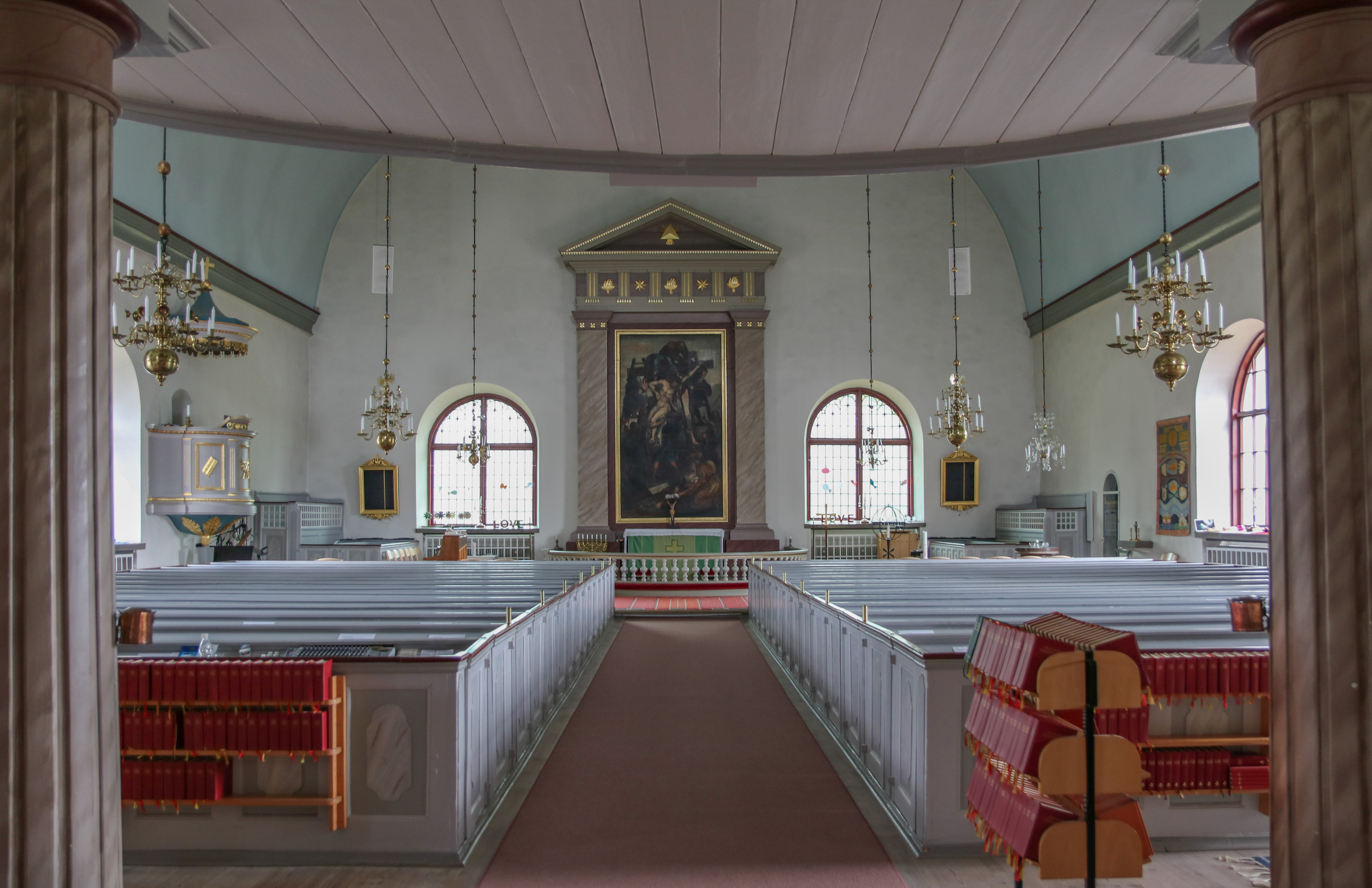
Interiör mot öster
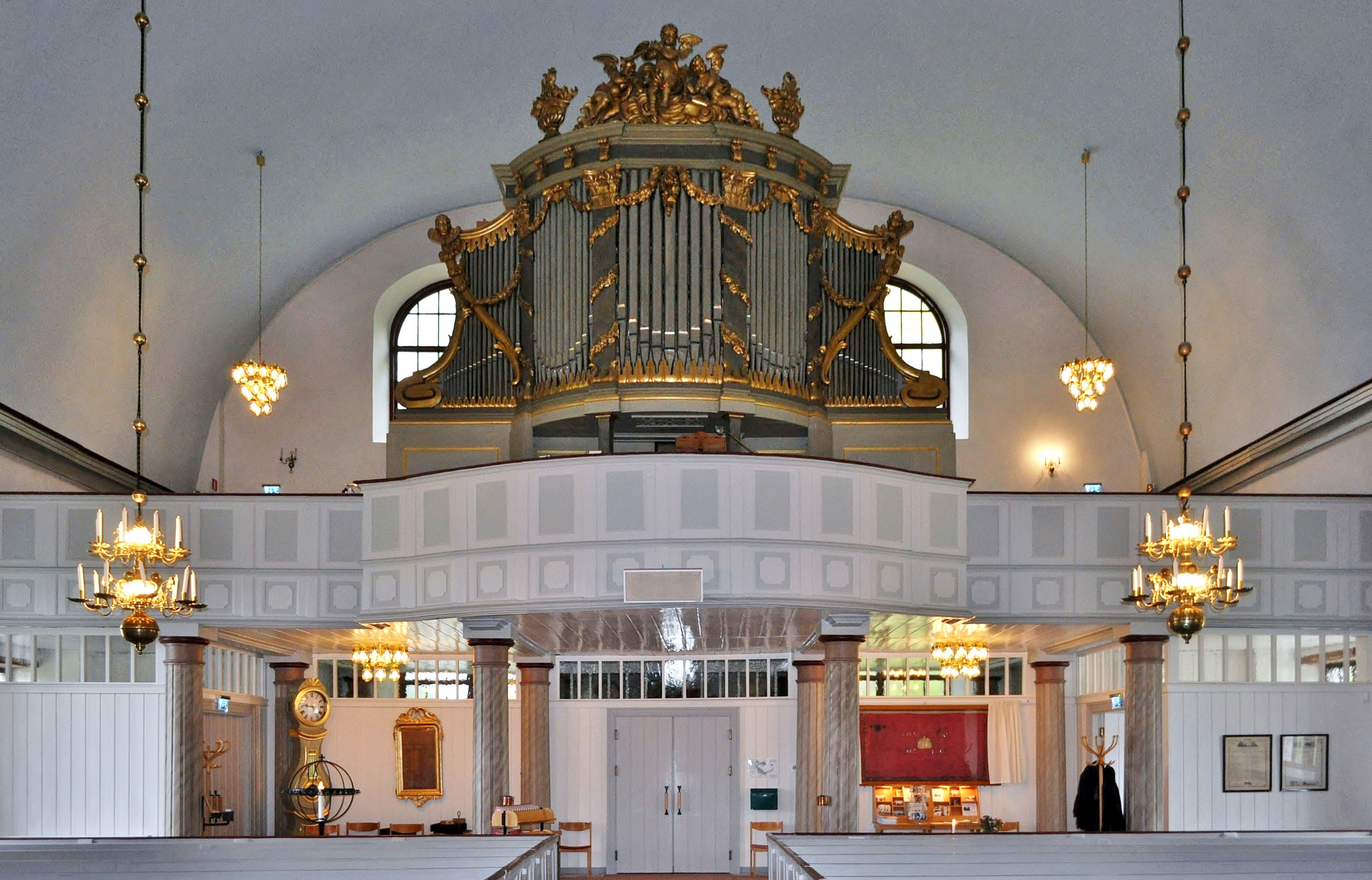
Interiör mot väster
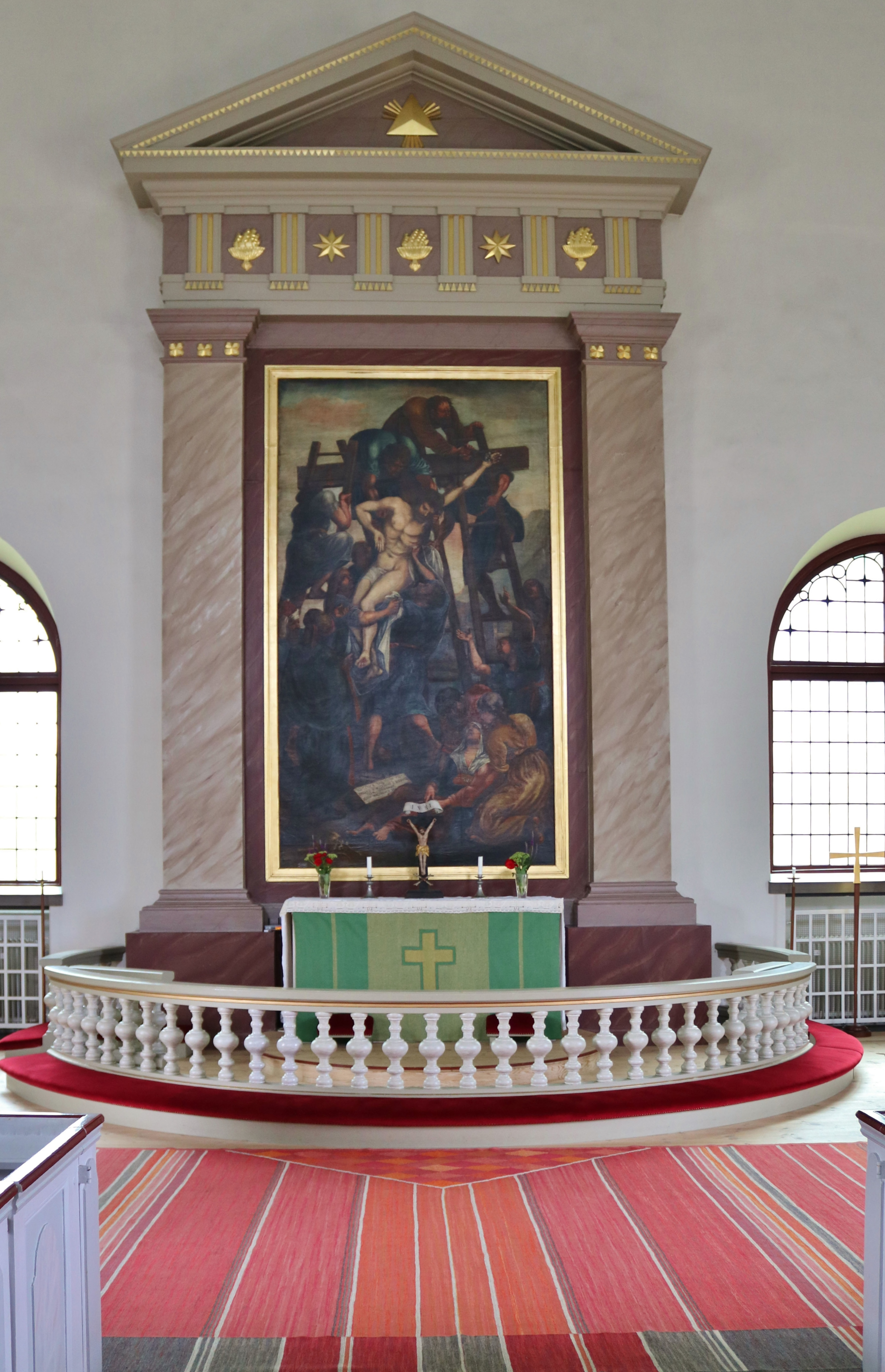
Koret med Pehr Hörbergs altartavla
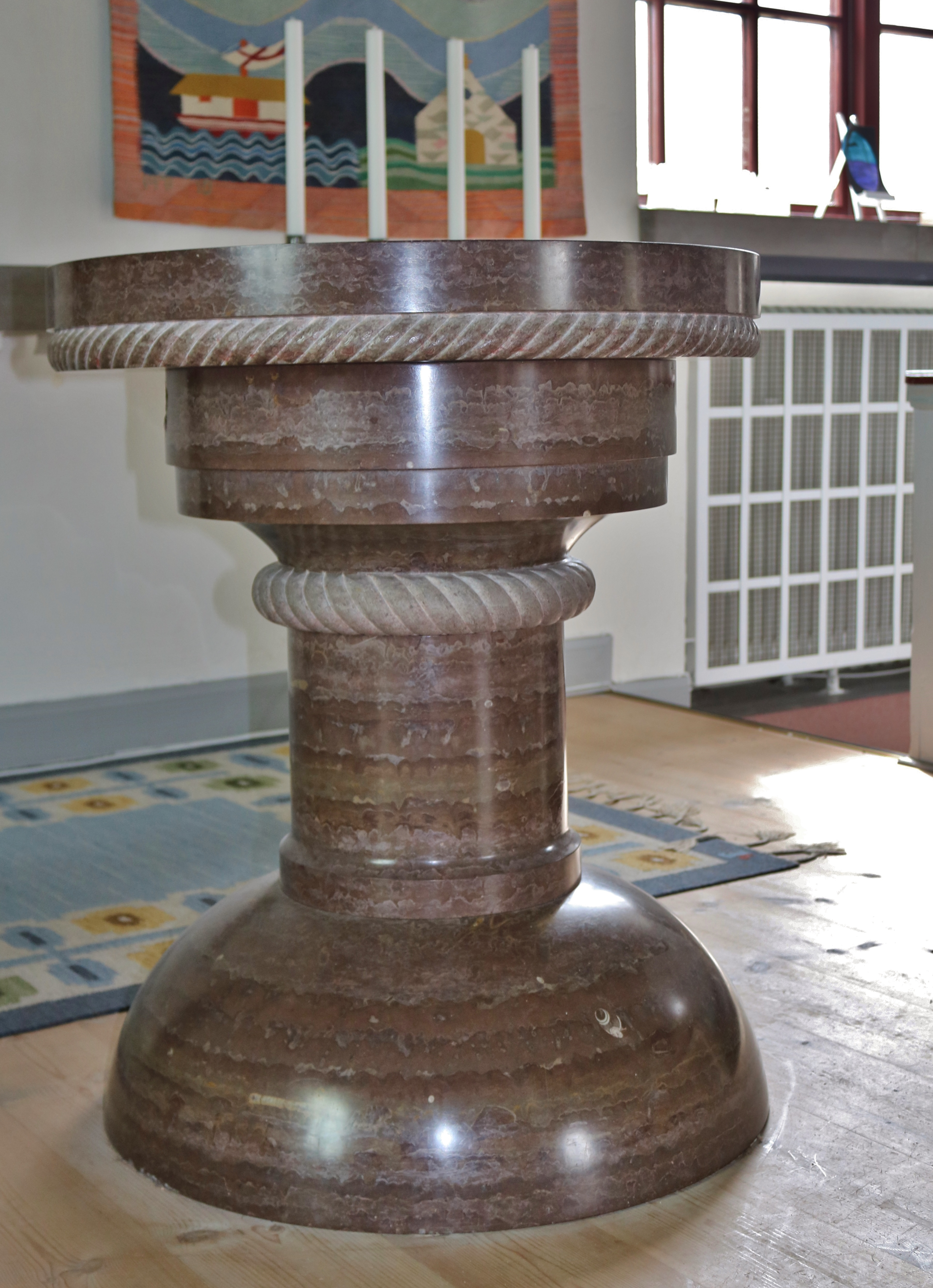
Dopfunten
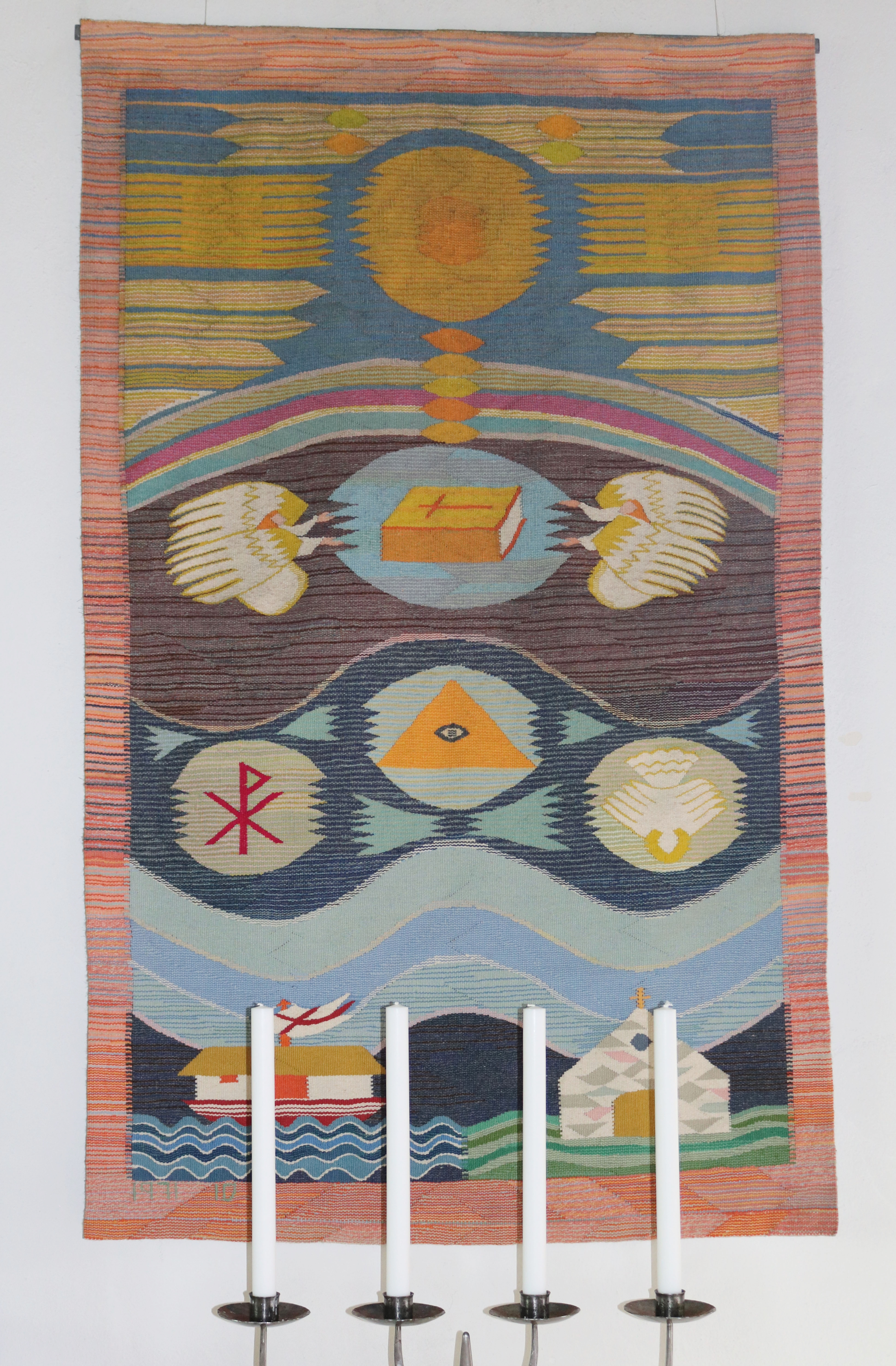
Textil med symboler
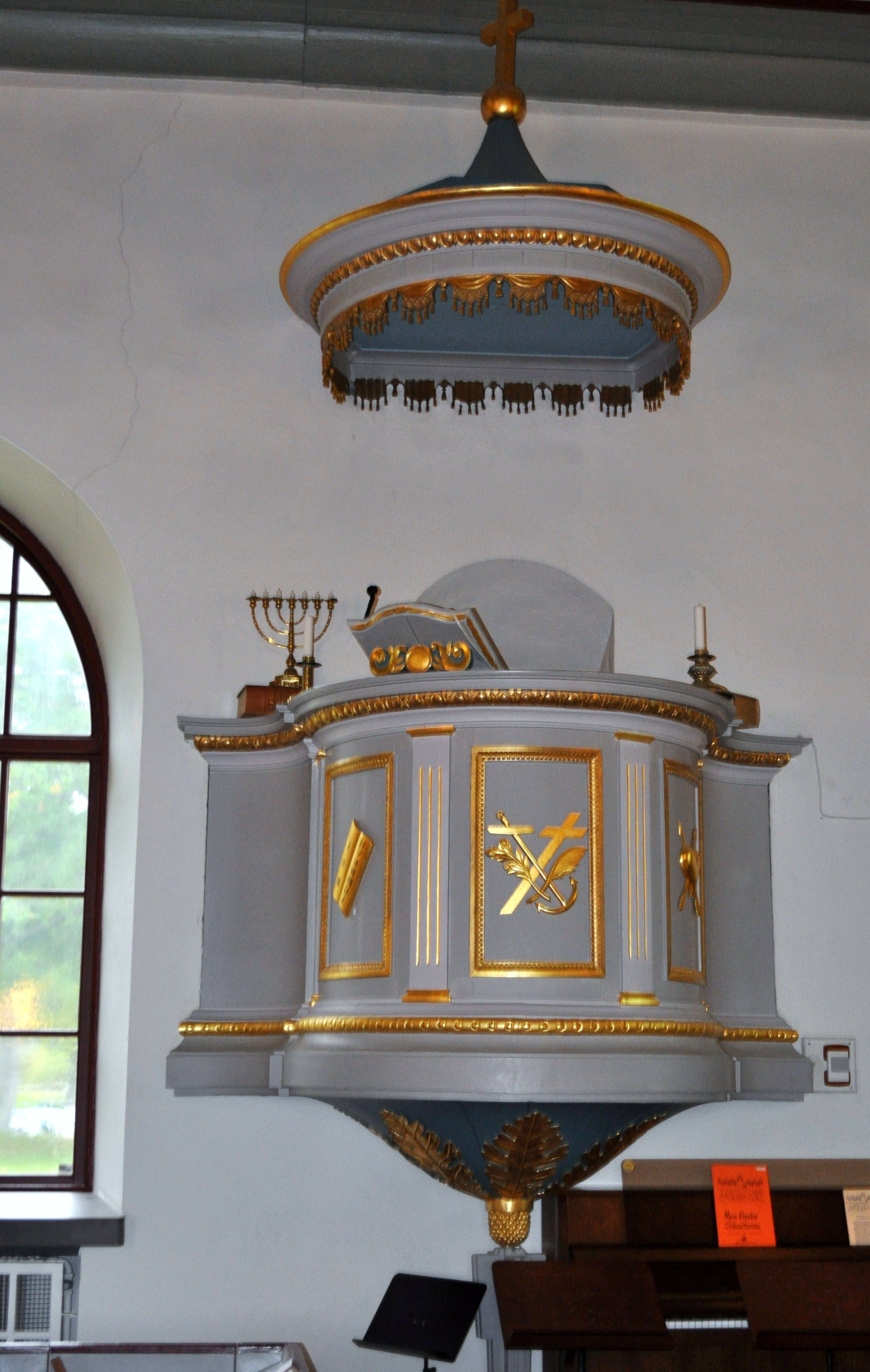
Predikstolen
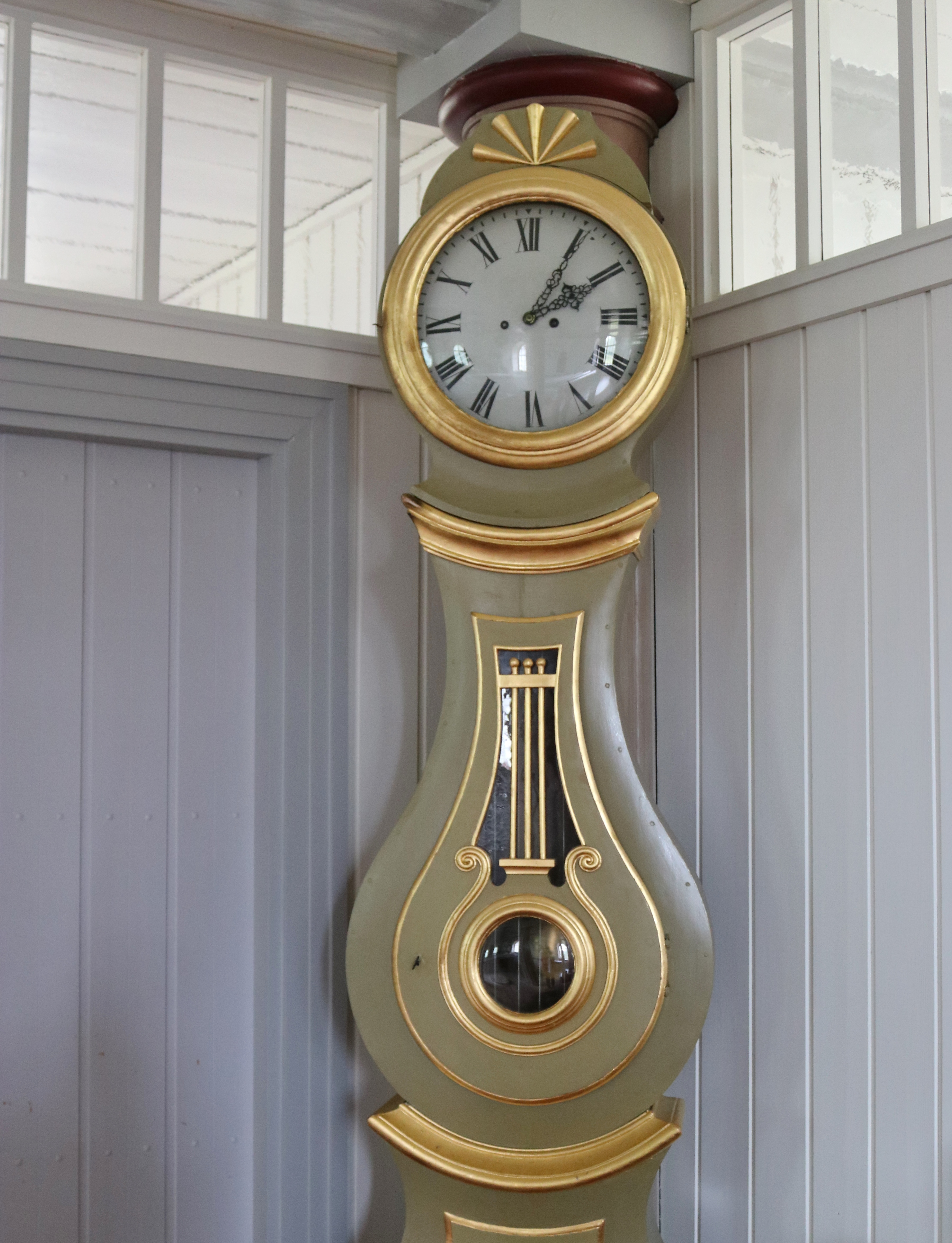
Drängarnas gåva
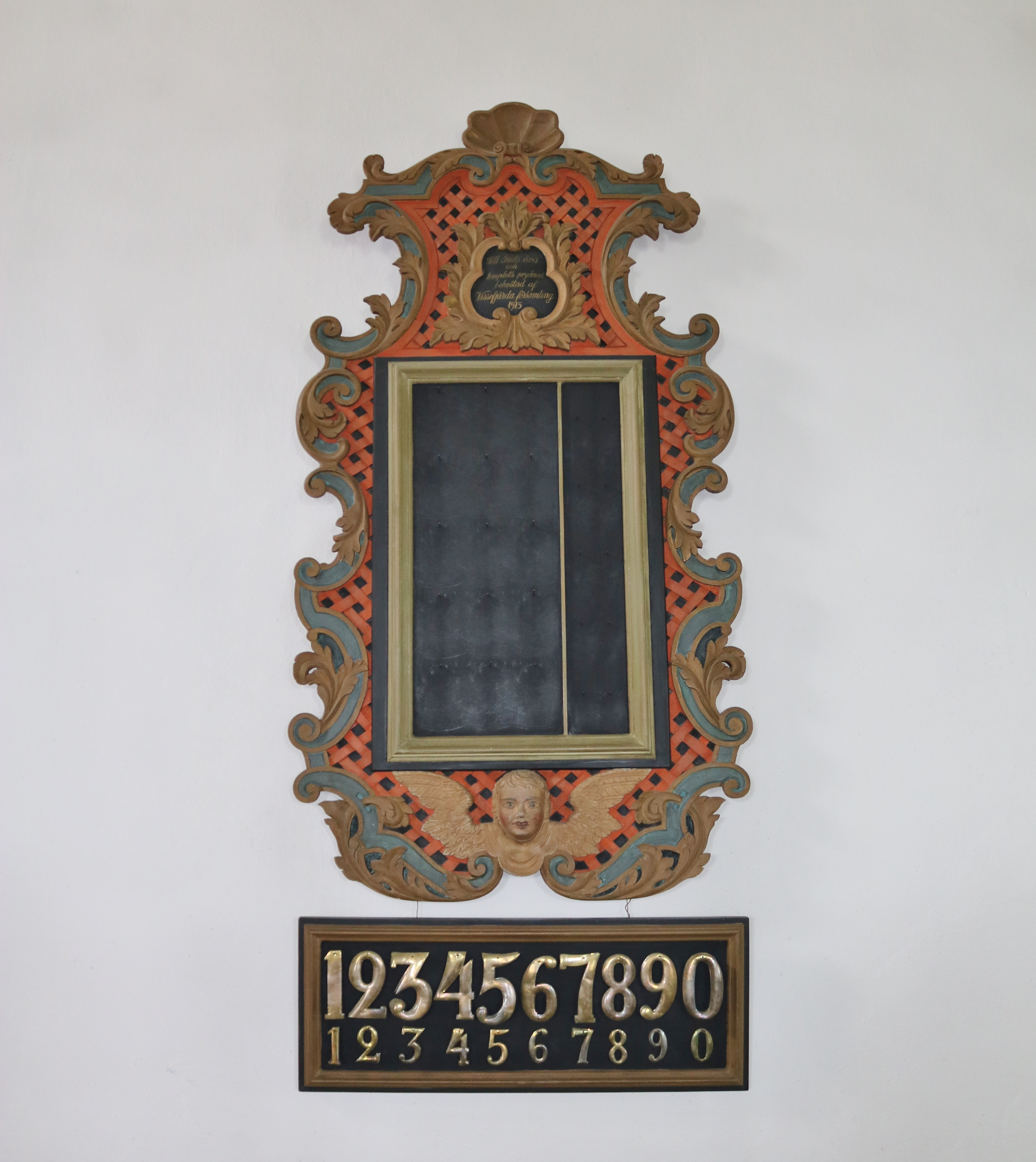
Psalmnummertavla
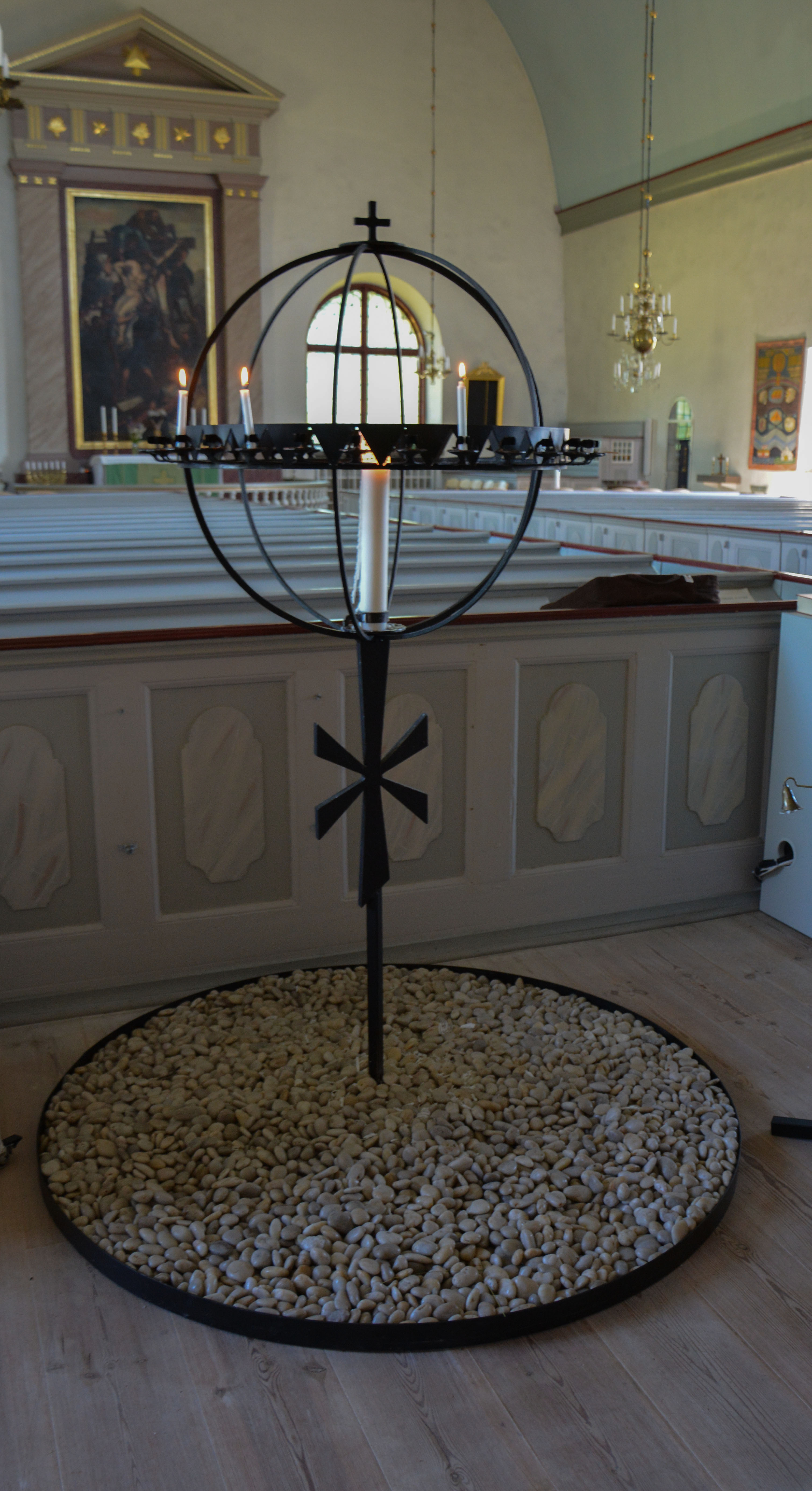
Ljusbärare
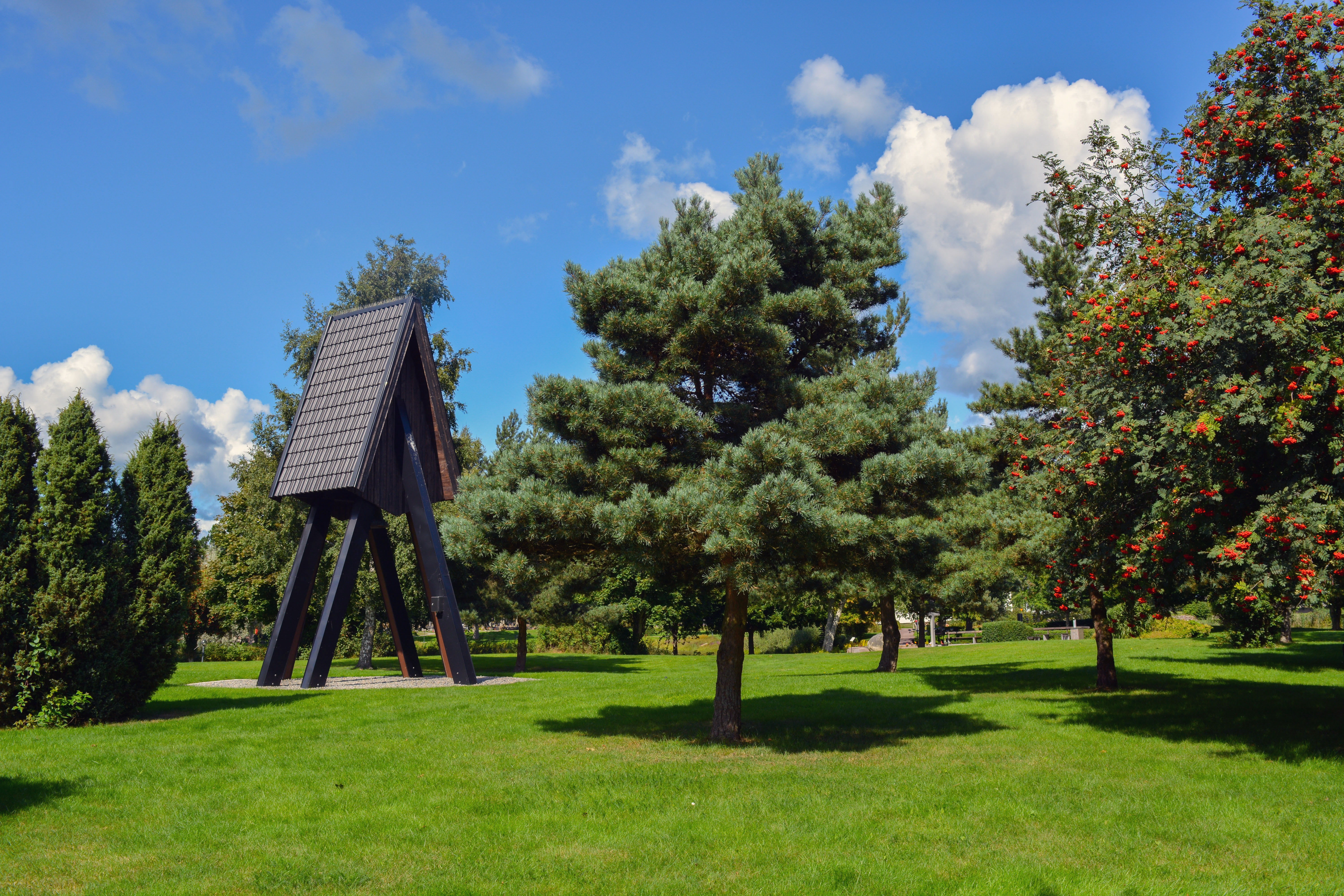
Klockstapeln på Kyrkön

## Orglar
- 1783-1784 - Pehr Schiörlin byggde kyrkans första piporgel som hade en fasad ritad av arkitekt Olof Samuel Tempelman med pipor i fem partier och rundbågig nisch i mitten. På nischens krön festonger och blomsterkorg, vid sidorna urnor. Schiörlinorgeln såldes 1883 till Torhamns församling och sattes upp i Torhamns kyrka.
- 1883 - Åkerman & Lund Orgelbyggeri satte upp en Wahlberg-Strandorgel införskaffad från Kalmar domkyrka. Den renoverades 1971 av J. Künkels Orgelverkstad, som även återställde den mekaniska registraturen, som en tid varit pneumatisk. År 2000 restaurerade Ålems Orgelverkstad orgeln, med syfte att återskapa det skick den hade 1838 efter att Pehr Zacharias Strand byggt om den i Kalmar. Återinvigningen ägde rum 2001 på kyndelsmässodagen med domkyrkoorganist Thomas Niklasson vid spelbordet.

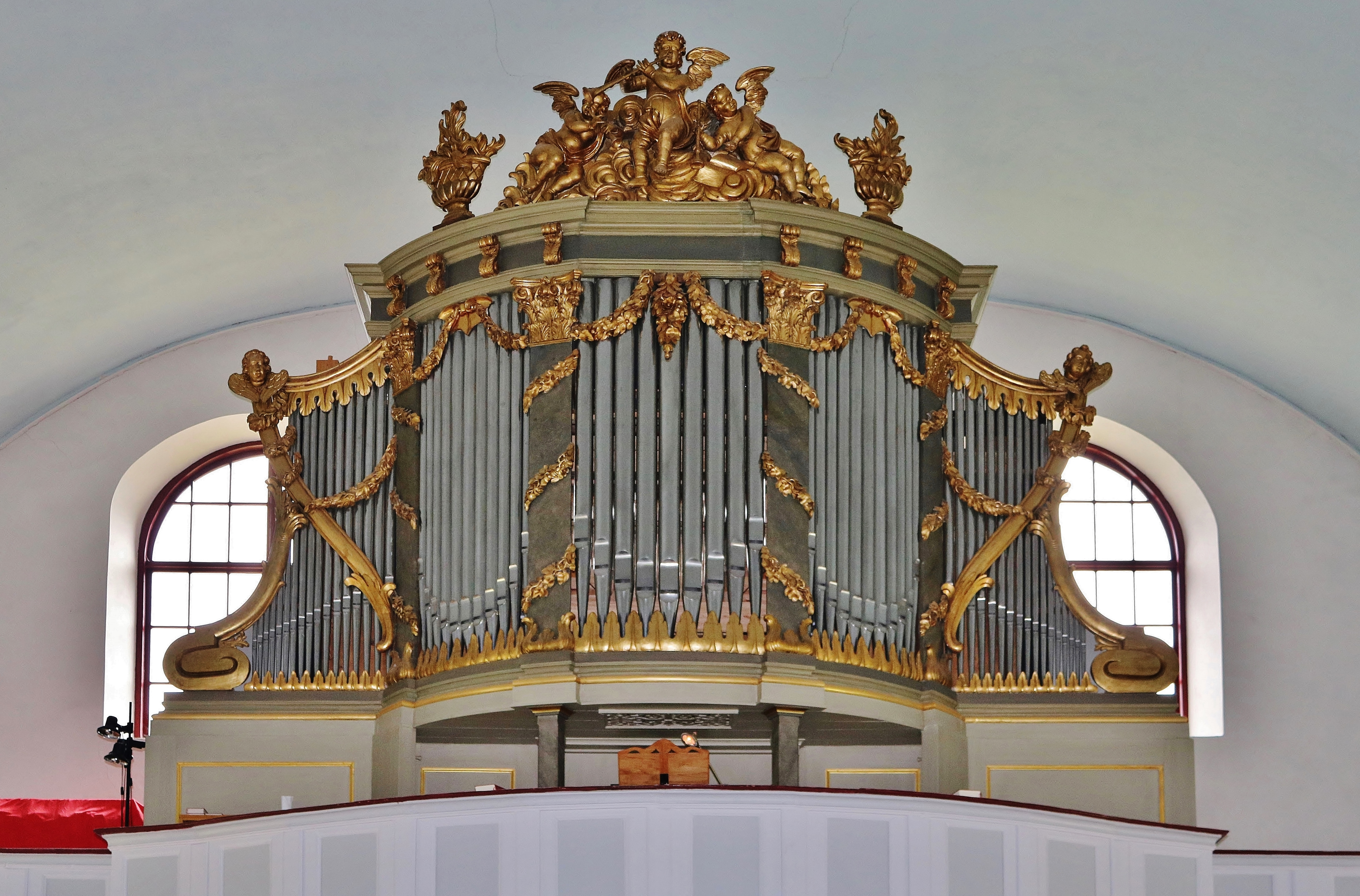
Orgeln med Adelcrantz fasad

## Se även

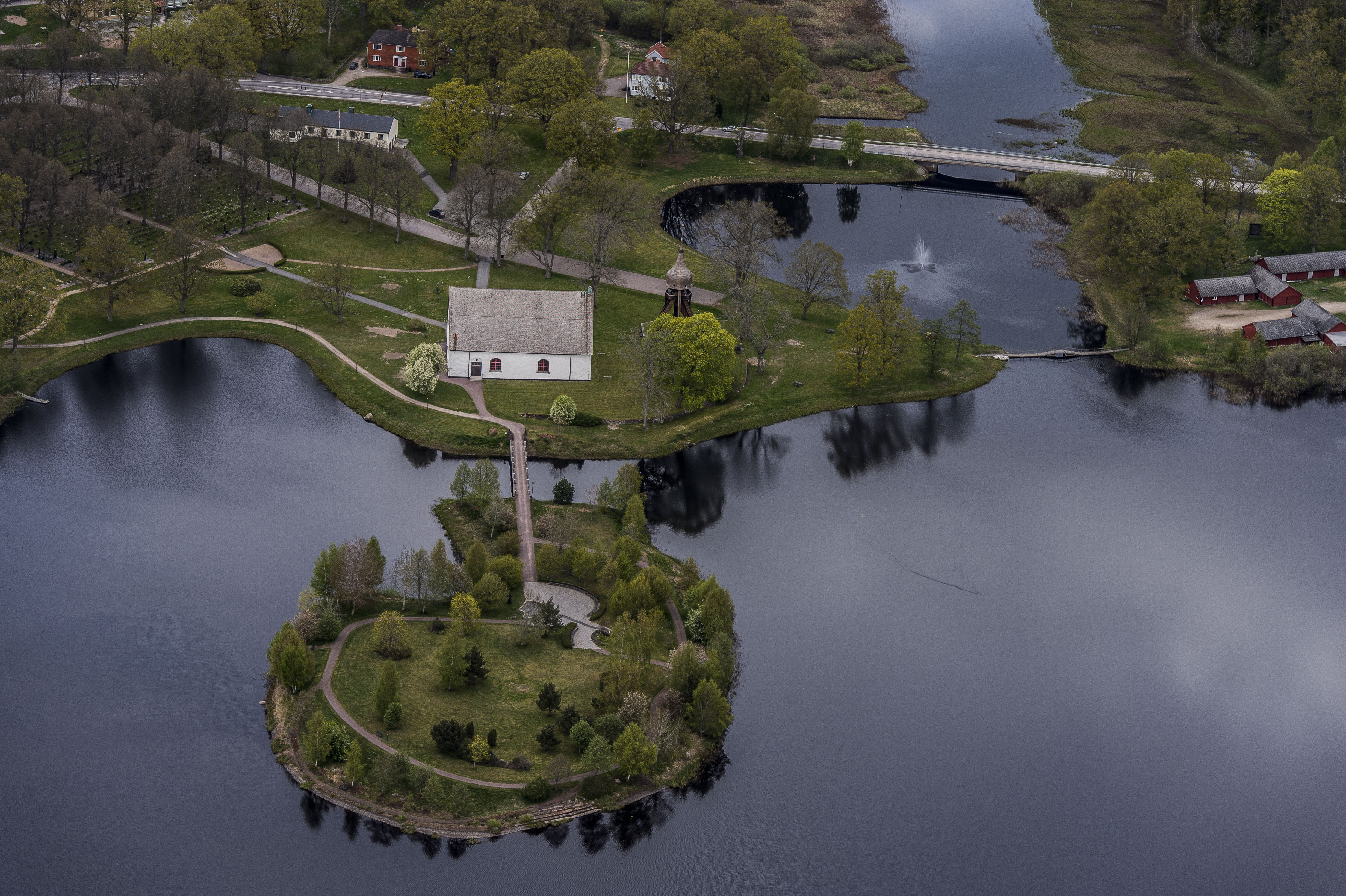
Vissefjärda kyrka från ovan

### Disposition
| Huvudverk (I) C-f3               | Öververk (II) C-f3    | Pedalverk (P) C-d1    | Koppel |
| Borduna 16' (1838, ca ½ nytt)    | Principal 8' (1838)   | Violone 16' (1838)    | I/P    |
| Principal 8' (1838)              | Viol di Gamba 8' (ny) | Subbass 16' (1838)    | II/I   |
| Vox Retusa 8' (1838)             | Rörfleut 8' (1838)    | Principal 8' (ny)     |        |
| Fugara 8' (1838)                 | Octava 4' (1838)      | Violoncelle 8' (ny)   |        |
| Gedakt 8' (1838 eller ny?)       | Hohlfleut 4' (1838)   | Täckt Qvint 6' (1759) |        |
| Qvinta 6' (ren. 1838, ca ½ nytt) | Valdfleut 2' (1838)   | Octava 4' (1759)      |        |
| Octava 4' (ny)                   | Fagott 8', B (ny)     | Bassun 16' (ny)       |        |
| Fleut 4' (1759)                  | Vox humana 8', D (ny) |                       |        |
| Qvinta 3' (ny)                   |                       |                       |        |
| Octava 2' (1759)                 |                       |                       |        |
| Trompet 8' (ny)                  |                       |                       |        |